# 김기덕 (1934년)
김기덕(金基悳, 1934년 9월 29일 ~ 2017년 9월 7일)은 대한민국의 영화 감독이며, 서울예술대학교 영화과 교수를 역임했다. 본관은 언양.

## 생애
서울 출생이다. 서라벌예술초급대학 문예창작학과를 졸업했다. 6·25 전쟁 때 부산으로 피난을 가면서 미공군부대 통역관으로 근무한 후 예비역 대한민국 공군 중사 전역하였다.
1955년 전창근 감독의 영화 《불사조의 언덕》에서 통역장교 역할을 제안 받았으나, 김기덕의 키가 167cm로 작아서 출연이 무산되었다. 대신 전창근 영화의 연출부에서 일하게 됐다. 1956년 임화수의 한국연예주식회사의 전속편집기사로 일하기 시작했다.
1961년 《5인의 해병》으로 데뷔해 《맨발의 청춘》, 《대괴수 용가리》 등 총 66편의 영화를 연출하였다. 1977년 《영광의 9회말》을 끝으로 영화감독을 은퇴한 이후 서울예술대학 영화과 교수를 지냈다.
2016년 폐암을 진단받고, 2017년 83세로 별세했다.

## 학력
- ~ 1952년 경기고등학교
- ~ 1964년 서라벌예술대학 문예창작학과

## 소속
- 前 한국연예주식회사 편집국 차장
- 前 극동흥업영화주식회사 부사장
- 前 중앙대학교 연극영화학과 겸임교수
- 前 서울예술전문대학 영화학과 전임교수

## 경력
- 1973 ~ 1975년 한국영화인협회 감독위원회 부위원장
- 1978 ~ 1998년 서울예술전문대학 영화과 교수
- 1998 ~ 2001년 서울예술대학 학장

## 작품

### 감독
- 1961년 《5인의 해병》(감독 데뷔작)
- 1964년 《맨발의 청춘》 - 신성일, 엄앵란, 이예춘, 윤일봉, 이민자, 주증녀
- 1964년 《떠날 때는 말없이》
- 1967년 《대괴수 용가리》
- 1968년 《아빠 아빠 우리 아빠》
- 1970년 《낙엽따라 가버린 사랑》
- 1972년 《헤어져도 사랑만은》
- 1972년 《결혼반지》
- 1972년 《청춘교사》
- 1973년 《시거든 떫지나 말지》
- 1974년 《유관순》
- 1974년 《꽃상여》
- 1975년 《가수왕》
- 1977년 《영광의 9회말》

## 수상
- 1962년 제1회 대종상영화제 신인상[3]
- 2000년 한국예술평론가협의회 최우수예술인 영화 부문
- 옥관문화훈장[3]

## 이외 이력
- 前 신민주공화당 문화예술행정특보위원(1988년)
- 前 자유민주연합 문화예술행정특임위원(1995년)

## 같이 보기
- 김수용
- 이만희